# Vicent Alfons Lorente i Asensio
Vicent Alfons Lorente i Asensio (Xarafull, Vall de Cofrents, 22 de gener de 1758 - València, 1 de desembre de 1813) fou un metge, botànic, naturalista i professor universitari valencià.
Començà a estudiar filosofia i, posteriorment, es matriculà a la Facultat de Dret, on només va seguir dos cursos, des de 1775 a 1777. Aquest darrer any abandonà les lleis i es matriculà a la Facultat de Medicina, una carrera que aleshores incloïa la botànica. El 1781 es doctorà en medicina. Dos anys després, el 1783, és examinat i aprovat per la Subdelegació de Reial Protomedicat, i es pot dir que a partir d'aquell moment començà la seva carrera científica. Més endavant concursà a la càtedra temporal de Botànica, que aconseguí en diverses ocasions, ja que aquesta tenia una durada de tres anys, fins que finalment aconseguí la plaça perpètua de catedràtic de Botànica de la Universitat de València. La seva inclinació vocacional i la major part de la seva dedicació fou a la botànica. Fou el primer director del Jardí Botànic de València, instal·lat el 1802. Fou deixeble del també catedràtic de la Universitat de València Tomàs Manuel Villanova Muñoz i Poyanos. Va exercir de redactor del Diario de Valencia, fou col·laborador de la Comissió d'Agricultura de la Reial Societat Econòmica d'Amics del País de València, i mantení una relació amb altres institucions com el Real Jardín Botánico de Madrid, el de Cartagena, la Sociedad Económica de Amigos del País de Aragón o la Academia de Medicina de Madrid, entre d'altres.
Publicà diversos treballs:
- Nova generum Polygamiae classificatio (1796)
- Cartas... sobre las observaciones botánicas que ha publicado D. Antonio José Cavanillas (1797-98)
- Disertación sobre el sistema de Linneo (en castellà i en llatí, 1806).